# Erni
Erni est un patronyme et prénom masculin pouvant désigner:

## Patronyme
Erni est un nom de famille  notamment porté par :

- Andrea Erni (né en 1970), coureur de fond suisse
- Barbara Erni (en) (1743-1785), criminelle et dernière personne exécutée au Liechtenstein
- Hans Erni (1909-2015), peintre et graphiste suisse
- Lorenz Erni (en) (né en 1950), avocat suisse

## Prénom
- Erni Arneson (en) (1917-2006), actrice danoise
- Erni Bieler (1925-2002), chanteuse autrichienne
- Erni Cabat (en) (1914-1994), artiste américain
- Erni Gregorčič (en) (né en 1976), haltérophile slovène
- Erni Hiir (en) (1900-1989), poète et traducteur estonien
- Erni Krusten (en) (1900-1984), écrivain estonien
- Erni Maissen (né en 1958), joueur suisse de football
- Erni Mangold (née en 1927), actrice autrichienne